# Himantoides undata
Himantoides undata är en fjärilsart som beskrevs av Walker 1856. Himantoides undata ingår i släktet Himantoides och familjen svärmare. Inga underarter finns listade i Catalogue of Life.